# 마지막 날 기계

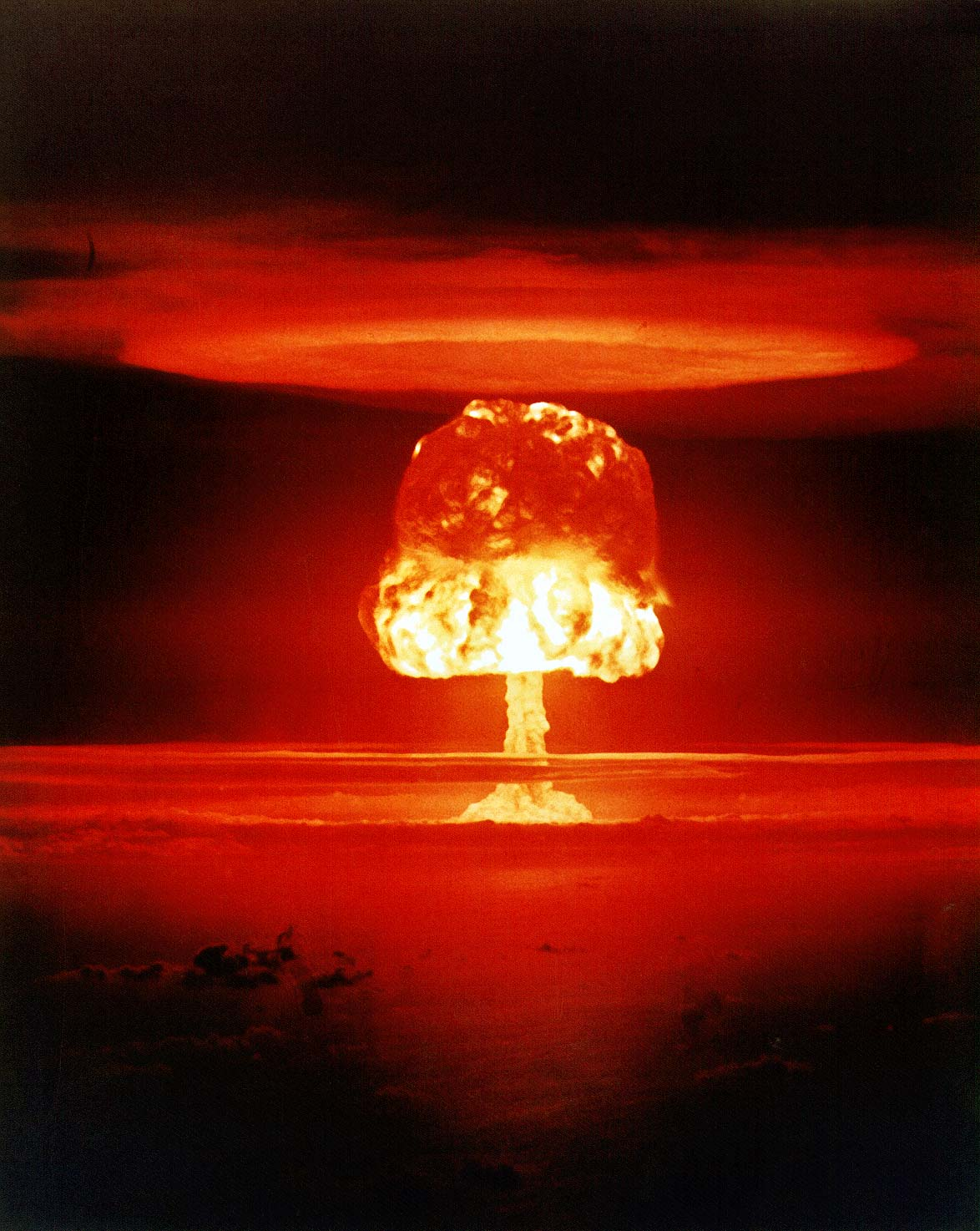

마지막 날 기계 또는 둠스데이 장치(doomsday device)는 핵전쟁이 발생해 적의 핵 공격을 받았을 때 핵무기를 지휘할 권한이 옮겨지는 행동강령을 의미하는 단어이다.
마지막 날 기계는 행성, 특히 지구에 있는 모든 생명체를 파괴하거나 행성 자체를 파괴하여 "둠스데이"(지구 종말에 사용되는 용어)를 가져올 수 있는 가상의 구조물(보통 무기 또는 무기 시스템)이다. 대부분의 가상 구조는 수소 폭탄을 목표물에 전달하는 것에 대한 우려가 없거나 오래 지속되고 위험한 낙진을 생성하도록 설계된 재료로 "염화"(salted)될 수 있다고 가정하여 임의로 크게 만들어진 수소 폭탄(예: 코발트 폭탄)에 의존한다.
마지막 날 기계와 핵무기 홀로코스트는 특히 과학과 기술의 발전으로 세계 파괴(또는 적어도 모든 인간 생명의 근절)가 믿을 만한 시나리오가 된 20세기에 문학과 예술에 존재했다. 공상 과학 장르의 많은 고전이 이러한 점에서 주제를 다루고 있다. "doomsday machine"이라는 용어 자체는 1960년부터 입증되었지만 두운(alliteration) "doomsday device"라는 용어는 그 뒤로 더 인기 있는 문구가 되었다.

## 같이 보기
- 운명의 날 시계
- 상호확증파괴
- 핵테러
- 대량살상무기